# Egbert von Lüttich
Egbert von Lüttich (* um 972, † nach um 1023) war als Weltgeistlicher Lehrer an der Domschule von Lüttich. Er verfasste die Spruch- und Erzählsammlung Fecunda ratis („Das vollbeladene Schiff“).
Das um 1023 als Summe einer langen Lehrtätigkeit des Autors entstandene Werk, eine Materialsammlung für den Unterricht des Trivium, also der sprachlichen Fächer Grammatik, Logik und Rhetorik, enthält neben Anleihen aus antiken Autoren, aus der Bibel und aus christlicher Literatur zahlreiche Lebensweisheiten, Anekdoten und Erzählungen aus der Volkssprache, die Egbert seinem Widmungsbrief zufolge als Erster ins Lateinische übersetzt und aufgezeichnet hat.
Das Werk präsentiert sich als ein „Schiff“ für die Fahrt durchs Leben. Dementsprechend ist es in ein längeres „Vorderdeck“ (prora: 1768 Verse, allesamt lateinische Hexameter) und ein kürzeres „Heck“ (puppis: 605 Hexameter) unterteilt. Wie ein schlanker Bug beginnt die prora mit selbständigen Einzelversen, die in ihrer Knappheit oft nicht gut zu verstehen sind. Es folgen Doppelverse und mehrzeilige Texte mit einer bunten Mischung von Fabeln und Schwänken, Lebensregeln und Ermahnungen. Eine Burleske handelt vom Eintritt des Helden Walterus ins Kloster. Wie weit sie durch das etwas frühere Waltharius-Epos angeregt wurde, ist umstritten.
Im zweiten Buch, auf dem für den Steuermann bestimmten „Heck“, überwiegen biblische Stoffe sowie Erzählungen und Auslegungen der Kirchenväter. Hier findet sich eine aus mündlicher Tradition stammende Wolfskind-Erzählung, die Egbert christlich interpretiert; sie gilt teilweise als ältester Beleg für das Rotkäppchen-Motiv.
Egberts Werk ist lediglich in einer einzigen mittelalterlichen Handschrift überliefert, dem Codex 196 der Kölner Dombibliothek. Offenbar als Konkurrenz zu älteren Fabelbüchern konzipiert, vor allem zu dem des Avianus, konnte sich das Buch wegen seiner holprigen Sprache und fehlenden Prägnanz nicht durchsetzen. Andererseits zeugt es von einer „durchaus sympathischen, humanen Lehrerpersönlichkeit“ (W. Maaz). Es wird sowohl als Quelle für die mittelalterliche Unterrichtspraxis wie als Fundgrube für volkstümliches mittelalterliches Erzählgut herangezogen.

## Textausgabe
- Ernst Voigt (Hrsg.): Egberts von Lüttich Fecunda ratis. Halle 1889 (Digitalisat)